# Corneille de Pauw
Corneille de Pauw, Cornelius Franciscus de Pauw ou Cornelis de Pauw (18 août 1739, Amsterdam - 5 juillet 1799, Xanten) est un sous-diacre catholique et philosophe néerlandais. 

## Biographie
Nommé chanoine du chapitre cathédral de Xanten, il fut ordonné sous-diacre en 1765 et devint bibliothécaire de la bibliothèque abbatiale.
Savant écrivain et philosophe paradoxal, ses ouvrages ont fait grand bruit au XVIIIe siècle par la nouveauté et la hardiesse des aperçus. Il réfute le système de Joseph de Guignes qui fait peupler la Chine par une colonie égyptienne. Il écrit successivement, dans un esprit de critique fort brillant, ses ouvrages sur les Américains, les Égyptiens, les Chinois, les Grecs et les anciens Germains.
Il a également fourni des articles sur les antiquités, l’histoire et la critique au Supplément à l'Encyclopédie.
Il est proclamé citoyen français par l’Assemblée nationale législative le 26 août 1792 et un obélisque en son honneur est élevé à titre posthume par Napoléon à Xanten.
Le chanoine de Pauw est le frère d'Alida Jacoba de Pauw, épouse du baron Thomas Franziskus de Cloots, et mère du révolutionnaire et chantre de l'athéisme Anacharsis Cloots.

## Œuvres
- Recherches philosophiques sur les Égyptiens et les Chinois, Londres, Lausanne et Genève, 1774 (réimpr. Nouvelle édition exactement corrigée)  — L'auteur y réfute la thèse, très en vogue à l'époque, soutenue par De Guignes, selon laquelle la civilisation chinoise serait issue de la civilisation égyptienne en s'appuyant sur l'analyse des anciens systèmes d'écriture de ces deux civilisations. De nombreux autres aspects sont abordés dans cet ouvrage : de la condition des femmes chez les égyptiens et les chinois, du régime diététique des égyptiens et de la manière de se nourrir des chinois, de l'état de la peinture et de la sculpture chez les égyptiens et les chinois, considérations sur l'état de la chimie chez les égyptiens et les chinois, de la religion et du gouvernement des égyptiens et des chinois. tome I, Decker, 1773 sur Gallica tome II, Decker, 1773 sur Gallica
- Recherches philosophiques sur les Grecs, Berlin, Decker & Söhne, 1787-1788 (réimpr. Onfroy, Paris, 1788)
- Corneille de Pauw, Recherches philosophiques sur les Américains, ou Mémoires intéressants pour servir à l’Histoire de l’Espèce Humaine., Berlin, George Jacques Decker, Imp. du Roi, 1768 (lire en ligne)